# Élections législatives de 1852 en Corrèze
L'élection est remporté dans la première circonscription par François Favart contre le légitimiste, maire de Darnets et neveu du comte de Vaublanc, Arthur de Vaublanc, par 20 403 voix contre 6 164.
Le journal l'Union attaque de Vaublanc en le qualifiant de "marquis de Vaublanc".
Dans la seconde circonscription le candidat officiel Léon de Jouvenel est élu avec 18 518 voix.